# Ваткина, Валерия Владимировна
Ваткина Валерия Владимировна (бел. Ваткіна Валерыя Уладзіміраўна; род. 28 марта 1981, Минск) — белорусская гимнастка, представлявшая Республику Беларусь на Олимпиаде в Сиднее 2000 года.

## Биография
Валерия родилась в 1981 году в Минске. В 14 лет стала чемпионкой Европы среди молодежи, в 16 лет — второй призёр чемпионата мира в Берлине. В составе белорусской сборной принимала участие в чемпионатах Европы (Порту, 1998, второе место) и мира (Япония, 1999).
На Олимпийских играх в Сиднее Валерия прошла квалификацию с общим баллом 39,058, заняв 6 место. В финале соревнований Валерия допустила некоторые погрешности в исполнении программы упражнений и элементов, вследствие чего заняла итоговое 8 место с общей суммой баллов 38,957.
Проживает в Австралии.

### Семья
Мать Валерии — Маргарита Иосифовна — мастер спорта международного класса, чемпионка Белоруссии 1980 года и чемпионка СССР в отдельных видах программы 1977 года. Валерия начала заниматься гимнастикой с 6 лет, её первым тренером была Наталья Климук. Отец Валерии — Владимир Ваткин, заслуженный тренер республики Беларусь, воспитавший не одно поколение чемпионов — В. Шкуратовича, А. Евсикова, участника Олимпиады 1996 года в Атланте и призёра Олимпиады в Сиднее А. Кана.